# Availles-en-Châtellerault

Availles-en-Châtellerault este o comună în departamentul Vienne, Franța. În 2009 avea o populație de 1,581 de locuitori.